# 第14回フィルムフェア賞 南インド映画部門
第14回フィルムフェア賞 南インド映画部門（14th Filmfare Awards South）は、インドの映画賞。『フィルムフェア』が主催し、1966年の南インド映画（タミル語映画、テルグ語映画、マラヤーラム語映画）を対象としており、1967年に開催された。また、この年からマラヤーラム語映画が受賞対象に加わった。

## 受賞結果

### 作品賞
| タミル語映画部門作品賞       | テルグ語映画部門作品賞 |
| ---------------------------- | ---------------------- |
| - 『Ramu』                   | - 『Aastiparulu』      |
| マラヤーラム語映画部門作品賞 |                        |
| - 『Chemmeen』               |                        |

### 特別賞
| 特別賞                                 |
| -------------------------------------- |
| - J・ジャヤラリター - 『Chandrodayam』 |